# Ezio Rizzotti
Ezio Rizzotti (Novara, 28 dicembre 1912 – 30 ottobre 1943) è stato un calciatore italiano, di ruolo centrocampista o attaccante.

## Carriera
Ala, ha totalizzato 30 presenze campionato di Serie A 1936-1937 con la maglia del Novara, risultando con 11 reti all'attivo (fra cui una tripletta nel successo esterno sulla Triestina) il miglior marcatore della squadra a pari merito con Otello Torri, senza tuttavia riuscire ad evitare la retrocessione finale.
Ha inoltre disputato, sempre nelle file del Novara, 7 campionati di Serie B, per complessive 176 presenze e 60 reti, partecipando alla prima promozione dei piemontesi in massima serie (stagione Serie B 1935-1936).
È scomparso nel 1943 a soli 31 anni, a seguito di una malattia contratta durante la guerra.

## Palmarès
- Campionato italiano di Serie B: 1

Novara: 1935-1936